# Enrico Ricci
Enrico Ricci (Roma, 28 ottobre 1891 – Forte Capuzzo, 9 dicembre 1940) è stato un militare e politico italiano, ufficiale pruridecorato del Regio Esercito nelle due guerre mondiali, e Consigliere nazionale della Camera dei fasci e delle corporazioni dal 23 marzo 1939 al 9 dicembre 1940.

## Biografia
Nacque a Roma il 28 ottobre 1891, figlio di Antonio e Luigia Galassi. Dopo aver partecipato alla guerra italo-turca, all'atto dell'entrata in guerra del Regno d'Italia si arruolò volontario nel Regio Esercito venendo assegnato all'arma di artiglieria, corpo dei bombardieri. Nel corso del servizio si distinse brillantemente, tanto da venire decorato con una medaglia d'argento e due di bronzo al valor militare, e una croce al merito di guerra. 
Con l'inizio della guerra d'Etiopia partì per l'Africa Orientale come centurione della 219ª Legione CC.NN. "Vittorio Veneto" al comando del Console Enzo Emilio Galbiati, inquadrata nella 6ª Divisione CC.NN. "Tevere". Durante le operazioni belliche fu insignito della medaglia d'argento al valor militare per essersi distinto nel duro combattimento di Las Addas dove, rimasto gravemente ferito il suo superiore, egli assunse il comando di un centinaio di uomini, che per un giorno e mezzo presidiarono la linea ferroviaria, sostenendo l’attacco di oltre tremila armati abissini. 
Nel 1939 venne eletto Consigliere Nazionale alla Camera dei Fasci e delle Corporazioni come rappresentante degli industriali grafici, componente della Corporazione della Carta e della Stampa.
Invalido di guerra, dopo l'entrata in guerra del Regno d'Italia si sottopose ad una operazione chirurgica per poter rientrare volontariamente in servizio attivo. Combatté sul fronte francese, e poi fu trasferito in Africa Settentrionale Italiana, in forza al 21º Reggimento artiglieria di corpo d'armata. Assegnato a Forte Capuzzo, sul confine libico-egiziano, cadde in combattimento il 9 dicembre 1940, nel corso di una missione di ricognizione ad Halfaya (Marmarica).

### Fonti
1. 1 2  Camera dei Deputati.
2. ↑  Gazzetta Ufficiale del Regno d'Italia n.92 del 22 aprile 1938, pag.1539.
3. ↑  Registrato alla Corte dei conti il 29 marzo 1948 – Esercito, registro 6, foglio 402.
4. ↑  Bollettino Ufficiale 1942, dispensa 26, pagina 1874.